# Comuna Clișcăuți, Hotin
Clișcăuți (în ucraineană Клішківці, transliterat: Klișkivți) este o comună în raionul Hotin, regiunea Cernăuți, Ucraina, formată din satele Clișcăuți (reședința) și Mlinchi.

## Demografie
Componența lingvistică a comunei Clișcăuți
     Ucraineană (99%)
     Alte limbi (0,9%)
Conform recensământului din 2001, majoritatea populației comunei Clișcăuți era vorbitoare de ucraineană (99%), existând în minoritate și vorbitori de alte limbi.